# Фотографія руїн

Велика кімната в покинутій східній державній пенітенціарній колонії, Філадельфія, Пенсільванія
Керол М. Хайсміт (архів Бібліотеки Конгресу)

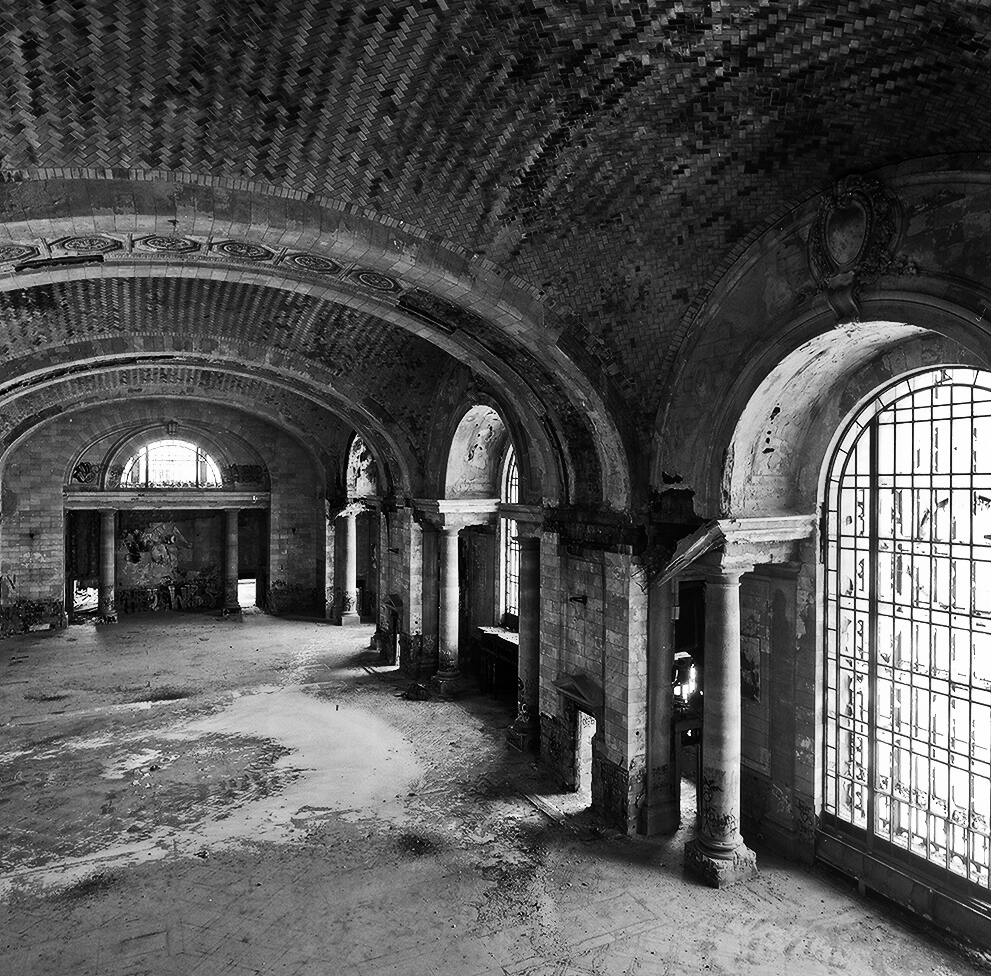
Покинутий центральний вокзал штату Мічиган у Детройті є частим об’єктом для фотографів і фоном для режисерів

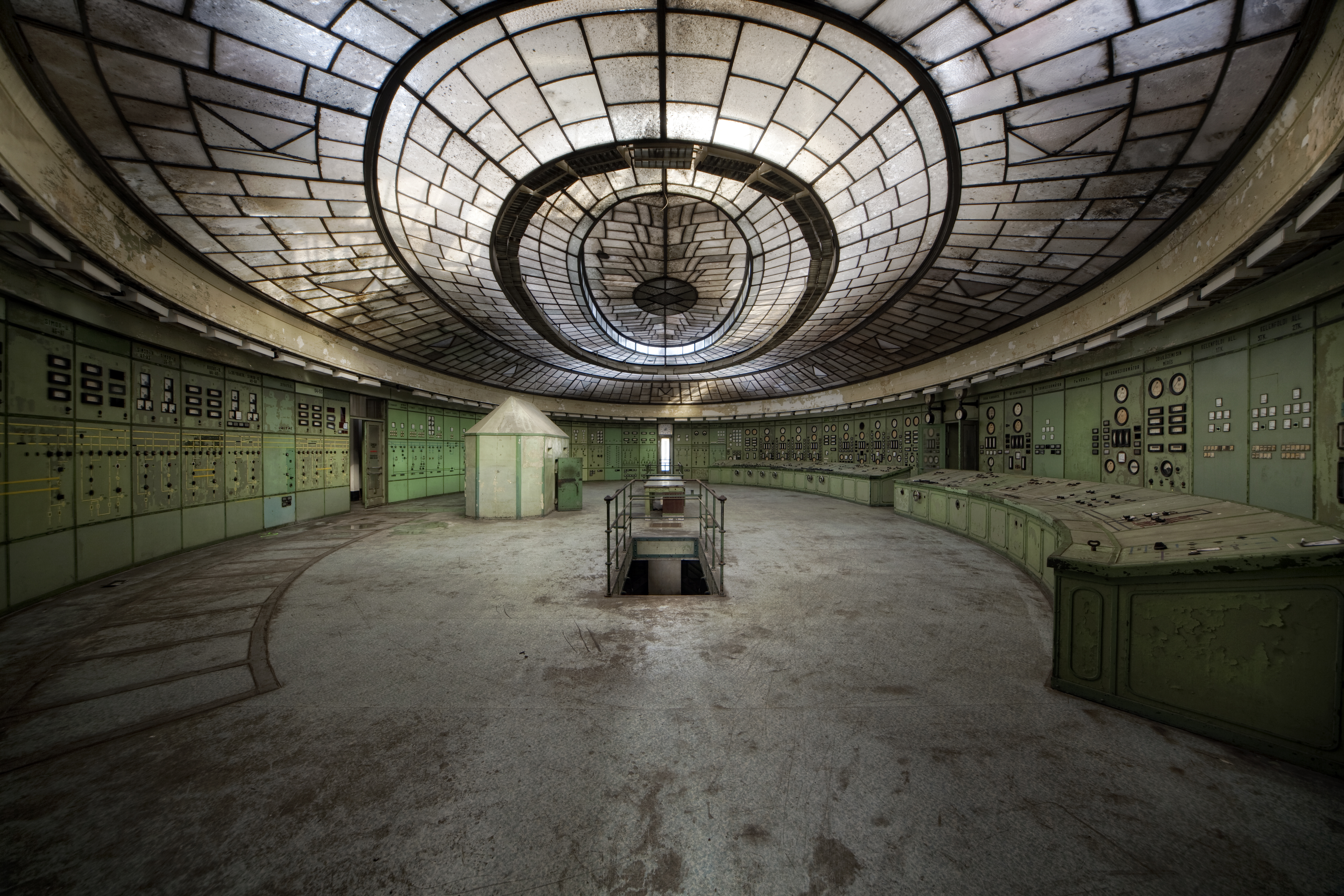
Покинута електростанція в Будапешті, Угорщина

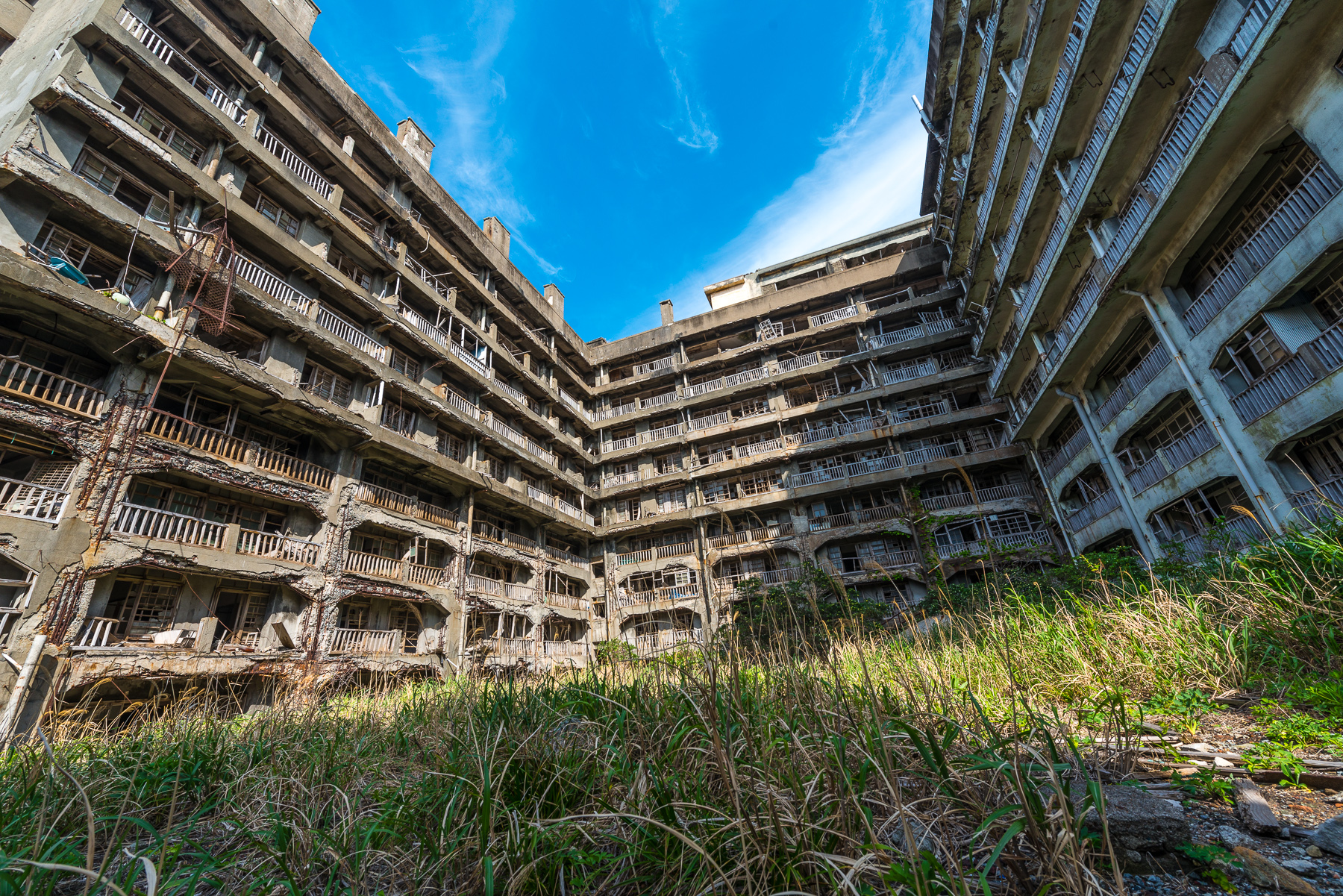
Блок 65 на острові Хасіма, Японія

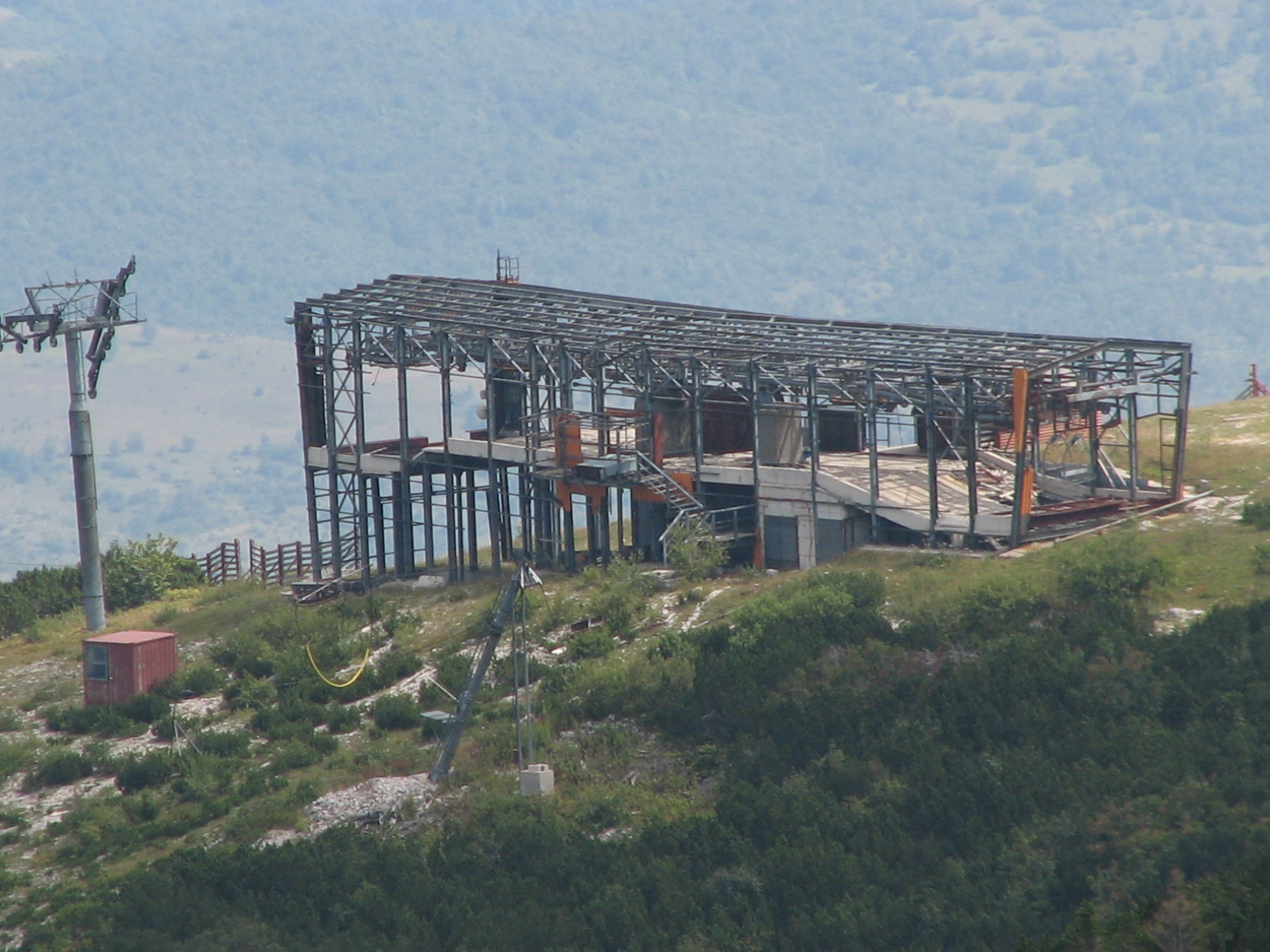
Зруйнована лижна станція, побудована для Зимових Олімпійських ігор 1984 року в Сараєво

Фотографія руїн, яку іноді називають порно руїни — це рух у фотографії, який бере за предмет занепад антропогенного середовища (міст, будівель чи інфраструктури). У той час як «руїни» можна в широкому сенсі визначити як залишки людських досягнень (наприклад, залишки стародавнього Шумеру або Мачу-Пікчу), «фотозйомка руїн» зазвичай стосується фіксації міського занепаду у постіндустріальних регіонах світу. Фотографія руїн найбільше описує занедбаність і занепад міст і викликала дискусії про роль мистецтва в різноманітних проєктах по відновленню, реставрації та консервації міст у всьому світі.

## Передумови
Коріння фотографії руїн походить від популярних уявлень про мальовничість, які часто містять мотиви, пов’язані з естетикою покинутої та напівзруйнованої архітектури. Основні фотографії руїн включають покинуті будинки, занедбані фабрики, що залишилися після промислової революції чи буму автомобільної промисловості, а також мости, занедбані ділянки, орендарі чи багатоквартирні будинки, або зруйновані театри чи офіси.
Фотограф Каміло Хосе Вергара допоміг принести стилю більше визнання в 1990-х роках своїми книгами «Нове американське гетто» та «Американські руїни». У 2010-х фотографи Ів Маршан і Ромен Мефр опублікували «Руїни Детройта», що викликало додатковий інтерес. 
Стиль значною мірою залежить від освітлення, детальних великих планів, довгих кадрів і цифрових зображень. Фотографія руїн відрізняється від історичної архітектурної фотографії тим, що вона не зосереджена на порівнянні між минулим і сьогоденням, а натомість зосереджена на стані об’єкта та тому, як він став напівзруйнованим.

## Дивись також
- Індустріальний туризм

## Подальше читання
- Лайонс, Шівон (2018) Руйнувати порно та одержимість розпадом. Basingstoke: Palgrave